# Kuvetjärnen (Torrskogs socken, Dalsland, 657185-127664)
Kuvetjärnen är en sjö i Bengtsfors kommun i Dalsland och ingår i Göta älvs huvudavrinningsområde.